# Ibrahim ibn al-Valid
Ibrahim ibn al-Valid ibn Abd al-Malik (arabsko ابراهيم ابن الوليد بن عبد الملك) je bil od 4. oktobra 744 do 4. decembra 744 kalif Omajadskega kalifata, * ni znano, Damask, † 25. januar 750, Bilad al-Šam.

## Poreklo
Ibrahim je bil sin šestega omajadskega kalifa al-Valida I., ki je vladal od leta 705 do 715. Ibrahimova mati je bila očetova priležnica Suar ali Budajra.  
Očeta je preživelo veliko sinov. Al-Jakubi jih omenja šestnajst, zgodovinar al-Tabari pa celo devetnajst.

## Vladanje
Ibrahima je za svojega naslednika imenoval brat Jazid III. Jazid je zbolel za tumorjem na možganih in 3. ali 4. oktobra 744 umrl.
Al-Tabari je o njegovi kratki vladavini zapisal, da mu sploh ni uspelo postati kalif, je pa v tem času potrdil imenovanje Abdalaha ibn Omarja za guvernerja Iraka.

## Odstop
Marvan II. je sprva  nasprotovati Jazidovi izbiri Ibrahima za svojega naslednika, vendar se mu je kasneje priklonil. Po Jazidovi smrti se je odločil, da bo sam prevzel oblast v kalifatu. Ko je Ibrahim dobil Marvanova zagotovila za osebno varnost, je odstopil in se umaknil v nekdanjo rezidenco kalifa Hišama v Rusafi v Siriji. 
Tako kot večino Omajadov so tudi Ibrahima leta 750 ubili Abasidi.